# Hymenostegia breteleri
Hymenostegia breteleri är en ärtväxtart som beskrevs av Aubrev. Hymenostegia breteleri ingår i släktet Hymenostegia och familjen ärtväxter. Inga underarter finns listade i Catalogue of Life.